# Yves Cousquer
 (septembre 2017).
Yves Cousquer, né le 23 décembre 1941 à Montpellier et mort le 18 juin 2015 à Marseille, est un haut fonctionnaire français, ingénieur général des Ponts et Chaussées. Il a consacré l’essentiel de sa carrière à la direction de projets majeurs d’aménagement urbain et industriel conduits par le ministère de l’Équipement, mais a aussi a dirigé les entreprises publiques La Poste et Aéroports de Paris, avant de mettre son expertise au service du Conseil général des ponts et chaussées. 

## Formation
Après des classes préparatoires suivies à Montpellier et à Paris au lycée Louis-le-Grand, Yves Cousquer est admis à l’École polytechnique en 1961, au sein de la même promotion que Paul Quilès (ministre de l’Équipement), Gérard Eymery (COGECOM) ou encore Frédéric d’Allest (Arianespace). 
Il intègre ensuite la promotion 1966 de l’École nationale des ponts et chaussées.

## Carrière

### Ministère de l’Équipement (1966-1989)

#### Direction de l’Aménagement Foncier et de l’Urbanisme (1966-1971)
Yves Cousquer commence sa carrière au sein du Ministère de l’Équipement créé la même année sous l’impulsion d’Edgard Pisani, dans le sillage des projets de modernisation de l’État engagés par le Général de Gaulle. 
Nommé en tant que chargé de mission à la Direction de l’Aménagement Foncier et de l’Urbanisme (DAFU), il rejoint rapidement, en 1968, sa Division des Études Économiques. Ce service a pour mission de conduire les études relatives à l’élaboration et la mise en œuvre de la planification en matière d’aménagement foncier, d’équipement et de logement ; il introduit au sein du Ministère de l’Équipement la démarche de Rationalisation des choix budgétaires (RCB), jusqu’ici essentiellement investie par le Ministère des Finances et l'Insee.
Dans cette perspective, Yves Cousquer part neuf mois aux États-Unis, à l’instar de quelques autres hauts fonctionnaires, pour étudier et transposer en France le PPBS (Planning Programing Budgeting System) mis en œuvre au sein du Ministère des Affaires Sociales américain et de la ville de New York. À son retour, il prend la responsabilité d’une opération pilote RCB lancée par le ministre Albin Chalandon, conduite conjointement par les Ministères de l’Équipement et des Finances. Baptisée « Centre des Villes », cette opération d’envergure vise « à rendre plus rationnelle la prise de décision à tous les niveaux de la hiérarchie et à introduire, de façon plus générale, des méthodes modernes de programmation et de gestion » dans la conduite des politiques d’amélioration de l’habitat et de rénovation urbaine. Elle associe de façon étroite des services centraux d’études et de gestion, mais aussi des équipes locales basées dans une dizaine d’agglomérations grâce auxquelles sont testées des propositions d’aménagement urbain et des méthodologies d’analyse coût-efficacité.

#### Ministère de l’équipement – services déconcentrés (1971-1975)
En 1971, Yves Cousquer est ensuite nommé Chef du service Urbanisme Opérationnel et Construction à la Direction Départementale de l’Équipement de Seine-Saint-Denis : un département récemment créé, dont les dynamiques d’aménagement sont sous-tendues par des enjeux forts de reconversion industrielle, de rénovation urbaine et de besoin en logements sociaux ; une partie du territoire accueille notamment le déploiement de la première Ville Nouvelle française, Marne-la-Vallée. Yves Cousquer sera à ce titre rapporteur de la Commission des Villes pour le VIe Plan.
Deux ans plus tard, en 1973, il devient directeur adjoint de la Mission Interministérielle d’Aménagement de Fos et des rives de l’étang de Berre (MIAFEB) ; une instance dont le rôle est d’assurer la coordination de l’aménagement urbain de la zone industrialo-portuaire de Fos-sur-Mer, chantier industriel majeur du VIe Plan. Le projet d’implantation de la zone industrielle de Fos, la création de son port pétrolier et minéralier, et l’installation d’usines sidérurgiques (SOLMER, UGINE ACIERS...) imposent la conception d’un plan d’aménagement ambitieux à l’échelle de l’aire métropolitaine, devant équilibrer dynamiques urbaines existantes et logiques des villes nouvelles

#### Direction du Port Autonome de Marseille (1975-1981)
Fort de son expérience phocéenne précédente, Yves Cousquer rejoint en 1975 le Port Autonome de Marseille, en qualité de Directeur de l’exploitation technique. Une fonction qu’il occupera jusqu’en 1981 et qui lui permettra de se forger une solide expérience en matière de management et d’exportation au sein du premier port de France, qui enregistre encore un trafic annuel de près de 92 000 tonnes en 1982, malgré l’arrivée de la récession.

#### Direction des Affaires Économiques et Internationales (1984-1989)
Après 3 ans de détachement dans le secteur privé, durant lesquels il est Directeur de la division, puis Directeur général du leader en traitement des eaux, la SA Degrémont (groupe Lyonnaise des eaux), Yves Cousquer est rappelé par Paul Quilès au Ministère de l’Urbanisme, du Logement et des Transports, en tant Directeur des Affaires Économiques et Internationales. Il y conduit de nombreuses missions à l’étranger, notamment en Chine dont les perspectives de développement et les enjeux d’aménagement urbain l’intéressent particulièrement (cf. 3.2).

### La Poste (1989-1994)
Nommé Ministre des Postes et Télécommunications, Paul Quilès fait de nouveau appel à Yves Cousquer et lui propose la direction générale de La Poste, dont, sans expérience postale préalable, il sera le premier et seul dirigeant issu du corps des Ponts et Chaussées. Yves Cousquer a la responsabilité stratégique d’accompagner l’élaboration du contrat de plan 1990-1994, et de mettre en place ses réformes structurelles : transformer La Poste en établissement public autonome, et l’adapter aux évolutions technologiques et économiques des années 1990. Dès sa prise de fonction, Yves Cousquer précise ces enjeux à ses directeurs et chefs de service : « La Poste intervient sur des marchés qui dans peu de temps — cinq ans au maximum — auront profondément changé. C’est pourquoi, il faut à la Poste — comme dans toute grande entreprise anticiper les évolutions majeures, pressentir les ruptures ».
Ces transformations seront conduites par Yves Cousquer sur différents fronts : 
- la déconcentration de l’organisation postale, à travers la restructuration des directions centrales au profit de directions régionales et départementales (visant à renforcer l’autonomie et améliorer la présence commerciale comme la relation client des unités de gestion territoriales)[17];
- la diversification de l’activité postale et l’extension de ses activités de bancassurance[18];
- l’optimisation des modes de présence de La Poste sur le territoire, et notamment son accessibilité en territoire rural (à l’instar des préconisations du sénateur Gérard Delfau[19]);
- le développement des filiales de la Poste, mais aussi le projet d’introduction en bourse de certaines d’entre elles ; une perspective visionnaire battue en brèche par le ministère de l’époque[20], et qui ne s’imposera que plus tard, en 2011.

Le 1er janvier 1991, La Poste devient un établissement public à caractère industriel et commercial (ÉPIC), dont Yves Cousquer sera le président jusqu’en 1993 (2e cohabitation). 
De 1994 à 1999, il continuera son aventure postale au sein d’International Post Corporation, organisme bruxellois assurant la coordination de 21 postes européennes et américaines, dont il présidera le directoire pendant 5 ans.

### Aéroports de Paris (1999-2001)
En 1999, Yves Cousquer est nommé en Conseil des Ministres Président des Aéroports de Paris. L’activité exponentielle d’ADP depuis le début des années 1990 (73,6 millions de passagers en 2000) et la saturation de ses aéroports imposent de nombreuses régulations qu’Yves Cousquer tâchera d’engager (développement de l’intermodalité et des aéroports de province, afin de répartir une partie du trafic international concentré sur Paris).

### Conseil Général des Ponts et Chaussées (1994-2009)
Parallèlement à ses dernières fonctions, Yves Cousquer intègre dès 1994 le Conseil Général des Ponts et Chaussées (qui devient Conseil général de l’environnement et du développement durable en 2008). Il y apporte son expertise sur de nombreux projets majeurs dont : 
- la Ligne à Grande Vitesse Marseille-Nice (1998-2014) dont il participe à analyser les scénarios de tracé et d’investissements[24];
- la démarche prospective Transports 2050[25];
- la réforme portuaire[26] à laquelle il concourt notamment en tant que médiateur désigné par le gouvernement[27] pour élaborer avec les syndicats et les fédérations professionnelles de dockers un accord national entériné par le décret du 24 novembre 2008[28];
- le canal Seine-Nord-Europe dont il est chargé d’une mission sur le financement du projet, en lien avec les collectivités locales, l’Union Européenne, mais aussi les chargeurs, les industriels et les transporteurs[29];

Yves Cousquer est aussi membre du Conseil de Surveillance du Grand Port Maritime de Marseille jusqu’en 2014  en tant que représentant du ministre chargé des ports maritimes : il contribue à ce titre de façon capitale à la réflexion sur les rapports entre la ville et le port de Marseille et compte parmi les promoteurs du club Top 20 de l’archipel métropolitain, à l’origine de la création de la métropole Aix-Marseille-Provence qui verra le jour 6 mois seulement après le décès d’Yves Cousquer. 

## Autres fonctions

### Fondation des Ponts
Très attaché au corps des ingénieurs des Ponts et Chaussées, Yves Cousquer a été un des principaux artisans de la création de la Fondation de l’école nationale des ponts et chaussées : il en a été le premier président, de 1998 à 2006.
Il a aussi présidé l’Association professionnelle des ingénieurs des Ponts et Chaussées de 1998 à 2000. 

### Coopération franco-chinoise
L’intérêt d’Yves Cousquer pour la Chine naît dès le printemps 1985, durant lequel il initie la première visite en Chine d’un ministre français de l’Équipement : Paul Quilès, accompagné d’une quarantaine de chefs d’entreprises. Cette démarche inédite inaugurera la mise en place d’un cycle de visites ministérielles entre les deux pays, ainsi qu’une coopération suivie en matière de développement urbain et de transports. 
En 1999, son attrait se renforce encore à deux occasions : 
- sa participation au premier congrès de l’Union postale universelle (UPU) organisé à Beijing ;

- la conclusion d’un partenariat stratégique entre les Aéroports de Paris qu’il dirige alors, et l’Aéroport de Pékin (dont ADP acquiert 10 % du capital lors de son entrée en bourse).

Avec engagement, Yves Cousquer s’investit ensuite dans plusieurs projets de coopération franco-chinoise. Dès 2002, il soutient le développement du Centre franco-chinois de Tongji qui sera inauguré en 2006. Il conduit aussi le projet F6 d’école d’ingénieurs franco-chinoise de Shanghai, en tant que conseiller des présidents de ParisTech. Il sera de plus membre du directoire de l’Institut Franco-Chinois d’Ingénierie et de Management (IFCIM), créé par l’Université de Tongji et ParisTech. Des initiatives à la croisée de son attachement particulier pour la Chine et de son engagement continu au service de l’action publique : « Nous devons faire évoluer nos gouvernances, c’est-à-dire nos façons de piloter le changement […] en favorisant les coopérations décentralisées et le dialogue entre les sociétés […] avec la conscience de ce que sont nos modes de vie en jeu ».
De 2008 à 2012, Yves Cousquer est enfin nommé par Jean-Louis Borloo (Ministre de l’Écologie, de l’Énergie, du Développement Durable et de la Mer) en tant que président du comité de pilotage pour l’accord de coopération franco-chinois sur le développement urbain durable : un accord précurseur, à la fois diplomatique, opérationnel et scientifique, visant à penser ensemble le développement urbain et la qualité de vie, à partir du territoire témoin du Grand Wuhan dans la province de Hubei.

### Conseil national de l’évaluation
Dans la continuité de ses missions pilotes RCB et de sa préoccupation pour la modernisation de la gestion publique, Yves Cousquer s’investit naturellement dans la réflexion sur l’évaluation des politiques publiques. Il préside le Conseil National de L’Évaluation à partir de 1999, dont il coordonne l’élaboration de deux rapports : L’évaluation au service de l’aveniren 1999, et Une évaluation à l’épreuve de son utilité sociale.

## Distinctions
Yves Cousquer est promu commandeur de la Légion d’honneur en 2005.